# Clase Freedom (cruceros)
La Clase Freedom es una serie de tres cruceros de Royal Caribbean International. El primer barco de la clase, Freedom of the Seas , fue el barco de pasajeros más grande del mundo y el más grande jamás construido en términos de capacidad de pasajeros y tonelaje bruto cuando se construyó en 2006. Estos dos récords luego fueron compartidos por los tres barcos de esta clase hasta que se completó la construcción del Oasis of the Seas en noviembre de 2009.
El Freedom of the Seas partió del Astillero Turku de Aker Finnyards, Finlandia, el 24 de abril de 2006 y comenzó a navegar regularmente desde Miami el mes siguiente. El segundo barco de la clase,  Liberty of the Seas, zarpó en su viaje inaugural el 19 de mayo de 2007. El tercer barco de la clase,  Independence of the Seas, fue entregado y comenzó a trabajar en Southampton en abril de 2008.

## Buques
| Buque                    | Año construcción | Entrada en servicio con Royal Caribbean | Tonelaje | Notas                                                                                                  | Imagen |
| ------------------------ | ---------------- | --------------------------------------- | -------- | --- | ------ |
| Freedom of the Seas      | 2006             | 4 de junio de 2006                      | 156,271  | El crucero más grande del mundo, 2006-2009. Renovado en enero de 2015. Se amplió a principios de 2020. |        |
| Liberty of the Seas      | 2007             | 19 de mayo de 2007                      | 155,889  | Originalmente llamado Endeavour of the Seas antes de que comenzara la construcción.                    |        |
| Independence of the Seas | 2008             | 2 de mayo de 2008                       | 155,889  | Reformado en abril de 2013 y en abril de 2018.                                                         |        |